# Levinus Lemnius

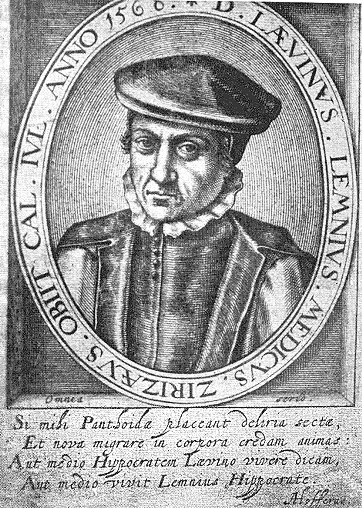
Levinus Lemnius

Levinus Lemnius oder Levin Lemnius (* 20. Mai 1505 in Zierikzee, Niederlande; † 1. Juli 1568 ebenda) war ein niederländischer Mediziner und Autor.

## Leben

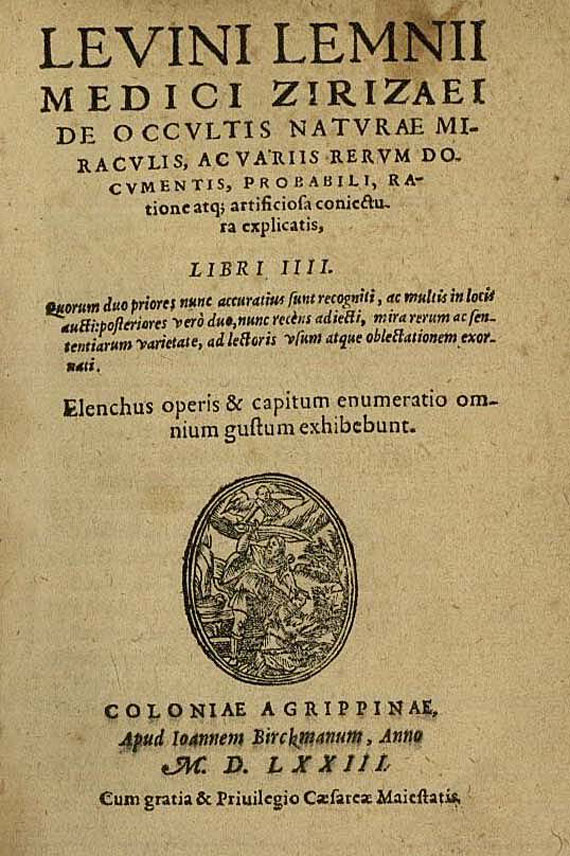
Titelblatt von De occultis naturae miraculis (Das Geheimnis der Naturwunder) von 1573

Lemnius wurde 1505 in Zierikzee geboren. Ab 1521 studierte er unter Andrea Versalio Medizin und katholische Theologie an der Universität Gent und später an der Universität von Leuven in Löwen (niederländisch Leuven). Er eignete sich auch Kenntnisse in Griechisch und Hebräisch an. Nach seinem Studium ließ er sich für einige Zeit in der Schweiz, Italien, wo er 1526 zum Arzt promoviert wurde und in Großbritannien nieder, bevor er 1527 wieder in seinem Heimatort Zierikzee heimkehrte. In Zierikzee war Lemnius ein beliebter Arzt, da er in den drei Infektionskrisen 1529, 1532 und 1537 viele Bürger aus Zierikzee und der Umgebung Schouwen-Duiveland mit Medizin versorgte und heilte. Nach dem Tod seiner Frau wurde er Priester im Sint-Lievens-Münster in Zierikzee. Drei Tage nach dem Tod seiner Frau legte er einen Grabstein auf das Grab seiner Frau nieder. Lemnius wandte sich vor allem Mysterien, Phänomenen und Naturwundern. Während ähnliche oder andere Arbeiten seiner Zeit andere Leute versuchten zu unterhalten, hatte Lemnius besonders das Ziel vor Augen, die Gegenwart Gottes in der Natur gegen den Trend der zeitgenössischen Philosophie zu bewahren und einzubürgern. Levinus Lemnius starb im Juli 1568 in Zierikzee.

## Schriften (Auswahl)
Lemnius veröffentlichte verschiedene Werke zu den Themen Mensch und Körperbau, Natur und Naturwunder und Glauben. Werke von ihm sind:
- Occulta naturae miracula von 1564 (Die geheimen Naturwunder)[2]
  - Übersetzung: Occulta naturae miracula, das ist wunderbarliche Geheimnisse der Natur. Hrsg. von J. Horst. Frankfurt/Hamburg 1672.
- De gli Occulti Miracoli von 1560 (Von den verborgenen Wundern)[3]
- De habitu et constitutione corporis von 1561 (Von der Beschaffenheit und Konstitution des Körpers)[4]
- Herbarum atque arborum quae in Bibliis passim obviae sunt et ex quibus sacri vates similitudines desumunt von 1579
- De astrologia aus dem Jahre 1587 (Astronomie)[5]

## Anmerkung
1. ↑  Für Lemnius werden verschiedene Namen angegeben: Levino Lennio, Levino Lemnio, Livinus Lemnius, Leuine Lemnie, Lieven Lemse, Livin Lemnius, Liéven Lemnius und Laevinus Lemnius. Siehe DNB.